# アミル・ナフミ

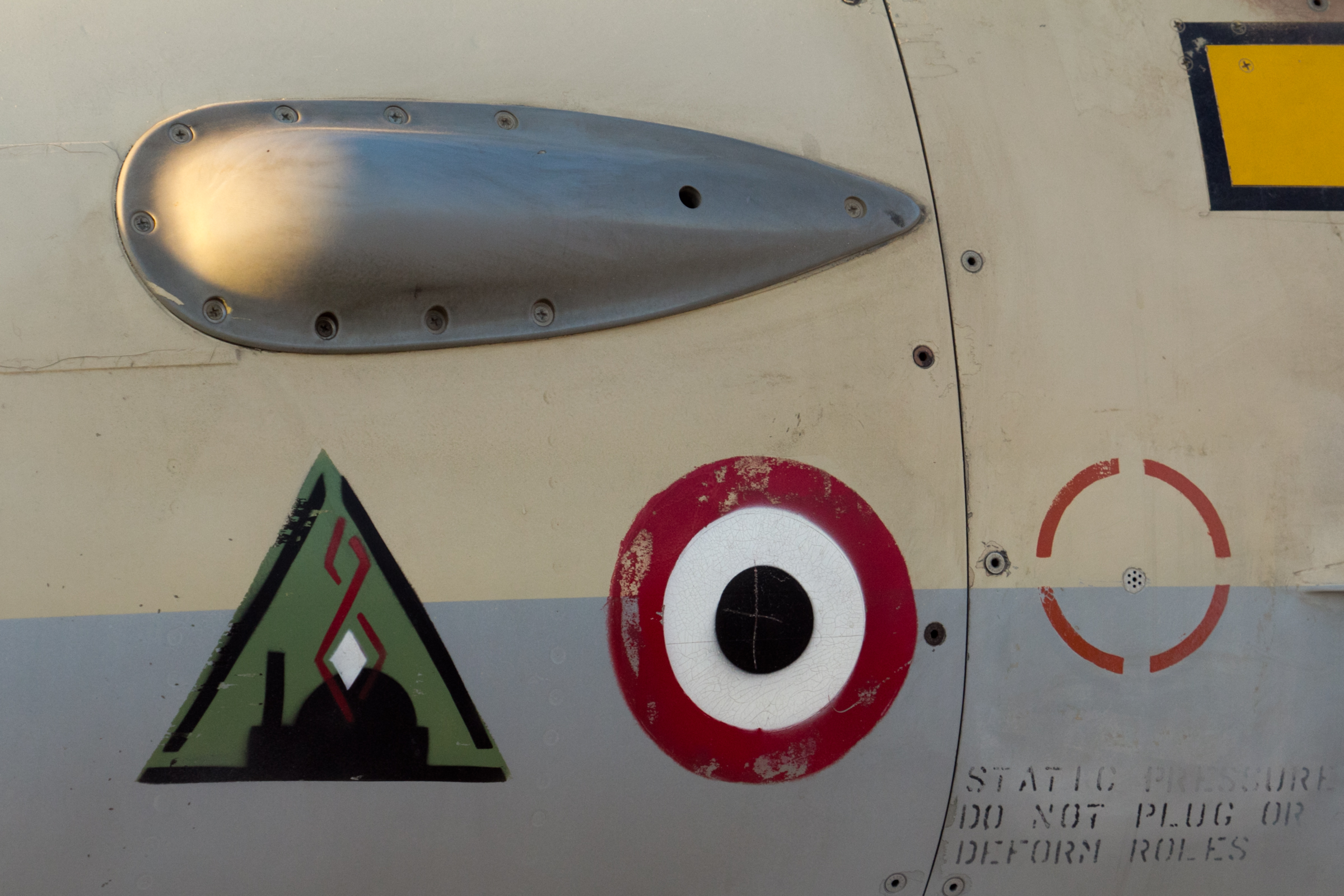
ナフミの搭乗機 F-16A "243号機"に描かれたキルマーク。イスラエル空軍博物館の展示機

アミル・ナフミ（Amir Nachumi / אמיר נחומי）は、イスラエル国防軍 (イスラエル航空宇宙軍) に所属していた軍人・パイロットである。退役時の最終階級は准将（タット・アルーフ）。航空戦で14機を撃墜した、イスラエル空軍の中で上位3人に入るエース・パイロットの1人である。
14機の内、7機は1973年の第四次中東戦争時の記録で、F-4E"クルナス"に搭乗しエジプト空軍のMiG-17、MiG-21を撃墜、残り7機は1982年の第一次レバノン戦争時にF-16A"ネッツ"に搭乗しシリア空軍のMiG-21、MiG-23の撃墜記録である。
ナフミはまた、1981年に実施されたイスラエル空軍によるイラクの建設中の原子炉爆撃作戦（オペラ作戦/バビロン作戦）にも、F-16Aに搭乗し参加している。

## 経歴
ナフミは1945年にエルサレムで生まれた。当時イスラエルはまだ独立国ではなく、イギリス委任統治領パレスチナと呼ばれる地域であった。イスラエル独立後の1962年に、ナフミは徴兵制度によりイスラエル国防軍に入隊した。イスラエル空軍のパイロット養成コースを落第したナフミはイスラエル陸軍機甲科に配属され、二等軍曹として2年間の徴兵期間を地上部隊で過ごした。1964年に徴兵期間が終わり除隊するとヘブライ大学に入学し、化学・物理学を専攻し1967年に卒業した。卒業後まもなく第三次中東戦争が勃発し、ナフミも予備役兵として招集されAMX-13軽戦車に搭乗して戦った。
この戦争の後、イスラエル空軍は消耗したパイロットの補充と規模拡張を目的として、過去にパイロット養成コースに在籍していた人間を再びコースに復帰させる事を計画し、ナフミも招集を受けた。1968年11月21日、ナフミはフライトスクールの養成コースをクリアし、ハツォール空軍基地の第113飛行隊に配属されウーラガンのパイロットとなった。
ナフミは消耗戦争期間中にウーラガンで50回出撃し、その後一時期フライトスクールの教官を務めた。1971年にナフミは第107飛行隊に転属し、F-4Eに機種転換した。

### 第四次中東戦争
第四次中東戦争の発生した1973年当時、第107飛行隊はシナイ半島南端のオフィラ空軍基地（現在のシャルム・エル・シェイク国際空港）に駐留していた。10月6日朝、戦争勃発の危機が訪れると、ナフミは飛行隊指揮官のイフタク・スペクターに電話で緊急招集された。ナフミら4人のF-4搭乗員は、戦争が始まった14時には既に地上で戦闘機に搭乗していた。防空レーダーはエジプト空軍機の編隊がオフィラ基地に向かっている事を示していた。彼らには待機命令が出ていたが、ナフミは自らの判断で2機のF-4を緊急発進させた。
エジプト空軍所属のMiG-17、MiG-21、計27機が攻撃機と共にオフィラ基地に飛来した。もしナフミが緊急発進していなければ、先制攻撃によりダメージを受けた滑走路では、F-4は離陸できなかったかもしれない。
ナフミはF-4の増槽を投棄し、2機のF-4は散開した。ナフミはAIM-9Dで2機のMiG-17を撃墜し、更に機関砲でもう2機のMiG-17に損傷を与えた。このときナフミ機の2基のエンジンの片方が異常を起こしたが、彼はエンジンを再点火し戦闘を続け、これらの2機をAIM-9Dで撃墜した。もう1機のF-4も航空戦で敵機3機を撃墜した。2機のF-4は破壊された滑走路に着陸し、戦闘は終了した。ナフミを含むこの時の4人のパイロットは、戦後そろって殊勲章を授与された。後にこの航空戦はオフィラの空戦と呼ばれるようになった。
10月13日には第107飛行隊はシリアのサイカル空軍基地の攻撃に向かった。1機のMiG-21が彼の僚機への攻撃を試みたが、ナフミはこの機の後方に回り込みAIM-9Dで撃墜した。その翌日、第107飛行隊はタンタのエジプト軍空軍基地の攻撃に向かっていた。ナフミと僚機はエル・マンスーラ付近で2機のMiG-21と交戦し、ナフミが2機を撃墜した。これらの戦闘の結果、ナフミは第四次中東戦争終了時には7機撃墜を記録しており、イスラエル空軍のF-4トップエースとなっていた。

### バビロン作戦
1978年、ナフミは第107飛行隊の飛行隊長となった。その2年後、ナフミはイスラエル空軍で2番目にF-16を装備する飛行隊としてラマト・ダヴィド空軍基地で再編成された第110飛行隊の飛行隊長となった。
1981年6月7日、イスラエルはイラクの原子炉への爆撃作戦（オペラ作戦/バビロン作戦）を敢行し、ナフミは第110飛行隊から参加した4機のリーダーとして、この作戦を遂行した。
この作戦から数週間後の7月14日、レバノン上空で作戦を行っていたイスラエル空軍のA-4スカイホークの迎撃を試みたシリア空軍のMiG-21と、A-4の護衛を行っていた第110飛行隊所属機との間で空中戦が発生した。この戦闘でナフミはMiG-21を1機撃墜し、F-16で敵戦闘機を撃墜した世界初のパイロットとなった。

### ガリラヤの平和作戦
1982年の第一次レバノン戦争、イスラエルでの作戦名"ガリラヤの平和作戦"では、第110飛行隊は合計23機のシリア空軍機を撃墜しており、このうち6機がナフミによるものであった。いずれの撃墜もAIM-9Lによるものである。

### 後期の軍歴
合計14機を撃墜し、イスラエル空軍トップエースの一人となったナフミは、1983年に第110飛行隊を離れ、イスラエル空軍諜報部に在籍した。その4年後、ナフミはラマト・ダヴィド空軍基地の司令官に就任した。1989年には准将（タット・アルーフ）に昇格し、イスラエル空軍の作戦行動、訓練に関する指揮官の一人となった。
1991年のソロモン作戦では航空作戦を指揮し、自らC-130でアディスアベバに飛び、現地で状況確認、指揮を行った。
ナフミのF-16での最後のフライトは、1995年6月26日、第110飛行隊の所属機に搭乗してのものであった。1996年にナフミはイスラエル空軍を除隊したが、2005年にイスラエル空軍がパイロットの年齢制限を変更するまで、ボランティアでフライトスクールの教官を続けていた。
除隊後、ナフミはTILディフェンスシステムズ、およびトライフェイズ・テクノロジーズのCEOを務めた。

## 人物
既婚者で、3人の子供がある。
ナフミはヘブライ大学で化学・物理学を専攻しているが、一方テルアビブ大学でMBAの資格も取得している。